# Мркаљи (Сански Мост)
Мркаљи су насељено мјесто у општини Сански Мост, Босна и Херцеговина.

## Историја
Мркаљи су до 1963. године били у саставу општине Љубија.

## Становништво
|             | 2013.      | 1991.       | 1981.        | 1971.        | 1961.        |
| Укупно      | 0 (0,000%) | 40 (100,0%) | 117 (100,0%) | 200 (100,0%) | 288 (100,0%) |
| Срби        | –          | 39 (97,50%) | 115 (98,29%) | 199 (99,50%) | 288 (100,0%) |
| Остали      | –          | 1 (2,500%)  | –            | 1 (0,500%)   | –            |
| Југословени | –          | –           | 2 (1,709%)   | –            | –            |